# Cyamon koltuni
Cyamon koltuni är en svampdjursart som beskrevs av Thomas Robertson Sim och Bakus 1986. Cyamon koltuni ingår i släktet Cyamon och familjen Raspailiidae. Inga underarter finns listade i Catalogue of Life.